# Antigua och Barbudas damlandslag i volleyboll
Antigua och Barbudas damlandslag i volleyboll representerar Antigua och Barbuda i volleyboll på damsidan. Laget har deltagit i kval till VM flera gånger, dock utan att lyckas kvalificera sig för huvudturneringen. De har som bäst tagit brons i ECVA-mästerskapet.

### Fotnoter
1. 1 2 3  ”Volleybox”. https://volleybox.net/wd-t664.
2. ↑  ”Bulletin” (på engelska). North, Central America and Caribbean Volleyball Confederation. https://norceca.info/wp-content/uploads/2022/10/22ECVA-W-Bulletin-6.pdf. Läst 9 november 2024.
3. ↑  ”2024 ECVA Womens Championship – Eastern Caribbean Volleyball Association (ECVA)” (på engelska). ECVA. https://ecvolleyball.com/tournament/2024-ecva-womens-championship/. Läst 9 november 2024.